# An Post
An Post (en español, Correos) es la empresa estatal de servicio postal de la República de Irlanda y miembro de la Unión Postal Universal.
Fue creada en 1984 con la separación del Ministerio de Correos y Telégrafos en dos empresas de carácter estatal: el servicio postal (An Post) y la compañía telefónica Telecom Éireann (actual Eir). La isla de Irlanda contaba con servicio postal desde 1660. Cuando se creó el Estado Libre Irlandés en 1924, el servicio fue nacionalizado a través de un ministerio que asumió la función pública. En la década de 1970 llegó a tener en plantilla a más de 30.000 funcionarios, razón por la que tuvo que reorganizarse toda la administración. Las dos nuevas empresas pasaron a depender del Ministerio de Comunicaciones.
Además de ser responsable del correo postal y mensajería de Irlanda, gestiona el cobro del canon para mantener la radiodifusión pública RTÉ. Su plantilla está formada por más de 9.600 funcionarios.
La empresa patrocina la carrera de ciclismo An Post Rás y desde 2014 al equipo ciclista An Post-ChainReaction.